# Ishenbai Kadyrbekov
Ishenbai Duyshonbiyevich Kadyrbekov (Quirguiz: Иценбай Дүйшөнбиевич Кадырбеков; Naryn, RSS Quirguiz, 16 de julho de 1949) foi o presidente da Assembleia Legislativa do Quirguistão e presidente interino do Quirguistão em março de 2005